# Dianthus eretmopetalus
Dianthus eretmopetalus är en nejlikväxtart som beskrevs av Otto Stapf. Dianthus eretmopetalus ingår i släktet nejlikor, och familjen nejlikväxter. Inga underarter finns listade i Catalogue of Life.